# مارك إي. ديفيس
مارك إي. ديفيس (بالإنجليزية: Mark E. Davis)‏ هو مهندس أمريكي، ولد في 1955 في إلووود في الولايات المتحدة.